# Eid Mubarak

Caligrafia Eid Mubarak

Eid Mubarak ou ( em árabe: عيد مبارك   ) é um termo árabe que significa “Festa / festival Abençoado”. O termo é usado por árabes, bem como por muçulmanos em todo o mundo. Internacionalmente, os muçulmanos o usam como uma saudação para uso nos festivais. No sentido social, as pessoas costumam celebrar o Eid al-Fitr após o Ramadã e o Eid al-Adha no mês de Dhul Hijjah (o 12.º e último mês islâmico). Alguns afirmam que esta troca de saudações é uma tradição cultural e não faz parte de qualquer obrigação religiosa.

## Variações regionais
Em todo o mundo muçulmano, há inúmeras outras saudações para Eid ul-Adha e Eid ul-Fitr . Os companheiros do Profeta Maomé costumavam dizer uns aos outros em árabe quando se encontravam no Eid ul-Fitr: Taqabbalallâhu minnâ wa minkum (que significa "[Que] Deus aceite de nós e de você [nossos jejuns e ações]"). Em todo o mundo muçulmano, existem variações nas saudações do Eid.

### Mundo Árabe
Os muçulmanos e árabes usam o termo Eid Mubarak e têm várias outras maneiras de dizer feliz feriado. Alguns árabes também adicionam "kul 'am wantum bikhair" (كل عام و أنتم بخير), que significa "Que você esteja bem a cada ano que passa". Há outro termo comum nos estados do GCC que é "Minal Aidin wal Faizin" (من العايدين والفايزين), uma frase árabe que significa "Que possamos ser sagrados [mais uma vez] e que possamos ter sucesso [em nosso jejum]", a resposta será “Minal Maqbulin wal Ghanmin” (من المقبولين والغانمين), que significa “Que [nossas boas ações] sejam aceitas [por Deus] e que possamos ganhar [o paraíso]”. 

### Bósnia e Herzegovina
Os muçulmanos bósnios também costumam dizer "Bajram Šerif mubarek olsun"; a resposta é "Allah razi olsun". Outra saudação Eid comum entre os muçulmanos bósnios é "Bajram barećula".

### Sérvia
Na Sérvia, os muçulmanos costumam celebrar dizendo "Bajram Šerif Mubarek Olsun", ao qual o outro responde com "Allah Razi Olsun"

### Turquia
Na Turquia, os turcos desejam um Eid feliz com frases em turco, incluindo: "Bayramınız kutlu olsun" ("Que seu Eid seja abençoado"), "İyi Bayramlar" ("Bons dias de Eid") e "Bayramınız mübarek olsun" ("Maio seu Eid seja abençoado ").

### Sul da Ásia
Na Índia, Paquistão e Bangladesh, as pessoas dizem que Eid Mubarak deseja apertando as mãos e abraçando-os três vezes, seguido de um aperto de mão mais uma vez após o Salat al Eid .

#### Paquistão
Pashto oradores (principalmente pessoas de Pashtun de Khyber Pakhtunkhwa província e leste do Afeganistão ) também usam o Cumprimento de Eid "Bendito seja o seu festival" ( Pashto   ; akhtar de mubarak sha ). Os falantes de Balochi (principalmente pessoas de Baloch da província de Balochistan e das províncias de Sistan e Baluchestan do Irã ) também usam a saudação Eid " Que seu Eid seja abençoado " ( عید تر مبارک با‎ ; aied tara mubarak ba ). Os falantes de Brahui também podem usar a saudação Eid " Tenha um Eid abençoado " ( عید نے مبارک مارے‎ ; aied ne mubarak mare ).

#### Bangladesh
Muitos moradores de Bangladesh também podem usar a frase "Eid Mubarak" ou "Saudação de Eid," Saudações de Eid "( ঈদের শুভেচ্ছা ; Eider Shubhechchha ).

### Sudeste da Ásia
Os muçulmanos em países como Indonésia e populações de língua malaia da Malásia, Brunei e Cingapura usam a expressão "Selamat Hari Raya" ou "Selamat Idul Fitri" (indonésio) ou "Salam Aidilfitri" (malaio).
Esta expressão é geralmente acompanhada pela expressão popular "Minal Aidin wal Faizin", uma frase árabe que significa "Que possamos ser sagrados mais uma vez e ter sucesso em nosso jejum". É uma citação de um poema escrito por Shafiyuddin Al-Huli durante a época em que os muçulmanos governavam Al-Andalus .

#### Filipinas
Nas Filipinas, é reconhecido como feriado legal, embora a saudação árabe de Eid Mubarak tenha ganhado força apenas recentemente. A saudação tradicional dos muçulmanos nas Filipinas lembra o do vizinho de língua malaia. Trata-se de "Salamat Hariraya Puwasa" ( Selamat Hari Raya Puasa ) para Eid al-Fitr, e "Salamat Hariraya Hadji" ( Selamat Hari Raya Hajji ) para Eid al-Adha .

### África Ocidental
A língua Hausa, originária do norte da Nigéria e do Níger, é amplamente falada entre os muçulmanos em toda a África Ocidental. Sua saudação Eid equivalente em Hausa é "Barka da Sallah", que se traduz em "orações abençoadas do Eid".
No Mali, a saudação em Bambara no Eid al-Adha é "Sambe-Sambe". Esta saudação é usada de forma semelhante por países que têm povos de língua mande, outra língua franca falada por muçulmanos na África Ocidental, ou que já fizeram parte do histórico Império do Mali.

#### Gana
"Ni ti yuun 'palli" é a saudação Eid entre os falantes de Dagbanli e Kusaase em Gana. Significa "Feliz nova temporada do Eid". A saudação Hausa "Barka da Sallah" também é comumente usada durante esse período.

### América latina
Os muçulmanos nos países da América Latina usam a expressão "Feliz Eid" (espanhol).

### Falantes de persa
Os muçulmanos falantes de persa usam o termo "eid shoma mubarak" (عید شما مبارک) (happy Eid).

### Albânia
Os muçulmanos na Albânia e Kosovo usam o termo (Urime e festa fitr / kurban bajramit).